# Liste des monuments historiques de Villefranche-de-Conflent
Ce tableau présente la liste de tous les monuments historiques classés ou inscrits dans la ville de Villefranche-de-Conflent, Pyrénées-Orientales, en France.

## Liste
| Monument                                         | Adresse                                            | Coordonnées                      | Notice         | Protection | Date           | Illustration                                     |
| ------------------------------------------------ | -------------------------------------------------- | -------------------------------- | -------------- | ---------- | -------------- | ------------------------------------------------ |
| Bâtiment communal et enfeu de l'ancien cimetière | Place de l'Église                                  | 42° 35′ 11″ nord, 2° 21′ 57″ est | « PA00104147 » | Inscrit    | 1965           | Bâtiment communal et enfeu de l'ancien cimetière |
| Église Saint-Jacques                             |                                                    | 42° 35′ 12″ nord, 2° 21′ 59″ est | « PA00104148 » | Classé     | 1862           | Église Saint-Jacques                             |
| Fort Libéria                                     |                                                    | 42° 35′ 24″ nord, 2° 21′ 53″ est | « PA00104149 » | Classé     | 2009           | Fort Libéria                                     |
| Hôpital                                          | 38 Rue Saint-Jean                                  | 42° 35′ 13″ nord, 2° 22′ 03″ est | « PA00104150 » | Inscrit    | 1965           | Hôpital                                          |
| Hôtel de ville                                   | 24 rue Saint-Jean                                  | 42° 35′ 13″ nord, 2° 21′ 59″ est | « PA00104151 » | Inscrit    | 1965           | Hôtel de ville                                   |
| Maison                                           | Rue Saint-Jacques                                  | 42° 35′ 12″ nord, 2° 22′ 01″ est | « PA00104174 » | Inscrit    | 1965           | Maison                                           |
| Maison                                           | Rue Saint-Jean                                     | à géolocaliser                   | « PA00104172 » | Inscrit    | 1965           | Maison                                           |
| Maison                                           | Rue Saint-Jean Rue Saint-Jacques                   | 42° 35′ 13″ nord, 2° 22′ 01″ est | « PA00104173 » | Inscrit    | 1965           | Maison                                           |
| Maison Alazet                                    | Rue Saint-Jean                                     | 42° 35′ 14″ nord, 2° 22′ 07″ est | « PA00104153 » | Inscrit    | 1983           | Maison Alazet                                    |
| Maison Autié                                     | Place de l'Église                                  | 42° 35′ 12″ nord, 2° 21′ 57″ est | « PA00104154 » | Inscrit    | 1965           | Maison Autié                                     |
| Maison Berjoan                                   | Rue Saint-Jean                                     | 42° 35′ 14″ nord, 2° 22′ 01″ est | « PA00104155 » | Inscrit    | 1965           | Maison Berjoan                                   |
| Maison Berjoan Léon                              | Rue Saint-Jean                                     | 42° 35′ 13″ nord, 2° 21′ 59″ est | « PA00104156 » | Inscrit    | 1965           | Maison Berjoan Léon                              |
| Maison Carreras                                  | Rue Saint-Jean                                     | 42° 35′ 13″ nord, 2° 22′ 08″ est | « PA00104157 » | Inscrit    | 1965           | Maison Carreras                                  |
| Maison Deixonne                                  | Rue Saint-Jacques                                  | 42° 35′ 12″ nord, 2° 22′ 00″ est | « PA00104158 » | Inscrit    | 1965           | Maison Deixonne                                  |
| Maison Durand Henriette                          | Rue Saint-Jean                                     | 42° 35′ 13″ nord, 2° 21′ 59″ est | « PA00104159 » | Inscrit    | 1965           | Maison Durand Henriette                          |
| Maison Durand Raoul                              | Rue Saint-Jean                                     | 42° 35′ 14″ nord, 2° 22′ 05″ est | « PA00104160 » | Inscrit    | 1965           | Maison Durand Raoul                              |
| Maison d'Inès de Llad                            | 51 Rue Saint-Jean                                  | 42° 35′ 14″ nord, 2° 22′ 03″ est | « PA00104161 » | Inscrit    | 1965           | Maison d'Inès de Llad                            |
| Maison de l'Infante                              | Rue Saint-Jean                                     | 42° 35′ 14″ nord, 2° 22′ 05″ est | « PA00104162 » | Inscrit    | 1965           | Maison de l'Infante                              |
| Maison Laporte                                   | Rue Saint-Jean                                     | 42° 35′ 13″ nord, 2° 22′ 01″ est | « PA00104163 » | Inscrit    | 1965           | Maison Laporte                                   |
| Maison Marty Jacques                             | Rue Saint-Jean                                     | 42° 35′ 13″ nord, 2° 21′ 56″ est | « PA00104164 » | Inscrit    | 1965           | Maison Marty Jacques                             |
| Maison Marty Joseph                              | Rue Saint-Jean                                     | 42° 35′ 13″ nord, 2° 21′ 57″ est | « PA00104165 » | Inscrit    | 1965           | Maison Marty Joseph                              |
| Maison Masdeu                                    | Rue Saint-Jean                                     | 42° 35′ 13″ nord, 2° 22′ 00″ est | « PA00104166 » | Inscrit    | 1965           | Maison Masdeu                                    |
| Maison Maury Emile                               | Rue Saint-Jean                                     | 42° 35′ 14″ nord, 2° 22′ 04″ est | « PA00104167 » | Inscrit    | 1965           | Maison Maury Emile                               |
| Maison Py Cécile                                 | Rue Saint-Jean                                     | 42° 35′ 13″ nord, 2° 21′ 59″ est | « PA00104171 » | Inscrit    | 1965           | Maison Py Cécile                                 |
| Maison Tafanelli                                 | Rue Saint-Jean                                     | 42° 35′ 14″ nord, 2° 22′ 07″ est | « PA00104168 » | Inscrit    | 1965           | Maison Tafanelli                                 |
| Maison Verges Jacques                            | Rue Saint-Jean                                     | 42° 35′ 15″ nord, 2° 22′ 07″ est | « PA00104127 » | Inscrit    | 1965           | Maison Verges Jacques                            |
| Maison Verges Jacques                            | Rue Saint-Jean À l'angle de la ruelle des Remparts | 42° 35′ 15″ nord, 2° 22′ 06″ est | « PA00104169 » | Inscrit    | 1965           | Maison Verges Jacques                            |
| Maison Verges Pierre                             | Rue Saint-Jean                                     | 42° 35′ 15″ nord, 2° 22′ 07″ est | « PA00104170 » | Inscrit    | 1965           | Maison Verges Pierre                             |
| Remparts                                         |                                                    | 42° 35′ 11″ nord, 2° 21′ 58″ est | « PA00104152 » | Classé     | 1920 1933 1938 | Remparts                                         |